# 양정천 (울산)
양정천(楊亭川)은 울산광역시 북구 양정동의 심청골에서 발원하여 남서류하다가 태화강의 지류인 명촌천으로 흘러드는 강이다. 일부 구간이 복개되었다.